# Société d'émulation d'Abbeville
La Société d'émulation historique et littéraire d'Abbeville couramment nommée Société d'émulation d'Abbeville est une société savante qui a été fondée le 11 octobre 1797, ce qui en fait l'une des plus anciennes du Nord de la France. Au XVIIIe siècle, les sociétés savantes se nommaient société d'émulation.

## Historique
Créée sous le Directoire, avec pour devise Ars et labor, la Société d'émulation d'Abbeville est héritière des cabinets de lecture et des cabinets de curiosités du siècle des Lumières. Elle est autorisée par décision du 8 décembre 1814 à prendre le titre de Société royale d'émulation. En 1848, elle redevient Société d'Émulation d'Abbeville. En 1853, elle se nomme Société impériale d’émulation d'Abbeville et redevient Société d'émulation d'Abbeville en 1871. En 1888, elle s'intitule : Société d'émulation historique et littéraire d'Abbeville, pour redevenir Société d'émulation d'Abbeville par la suite.

## Objectifs et organisation
Le siège de la société est fixé à Abbeville, 8 place du Général-de Gaulle. La Société d'émulation est une association qui se compose de vingt-cinq membres titulaires et de nombreux membres correspondants. 
L'objectif de l'association est « l'étude et l'encouragement des lettres, des sciences et des arts ». Elle se consacre cependant plus spécifiquement à l'histoire et au patrimoine d'Abbeville et de ses environs.
Chaque premier mercredi du mois (sauf août et septembre), des communications sont présentées dans l'ancien réfectoire du Carmel d'Abbeville, 36 rue des Capucins. Elles sont ouvertes au public. Un bulletin annuel rassemble les textes des communications inédites et les comptes rendus des séances.

## Personnalités liées à la société
- Jacques Boucher de Perthes (1788-1868), président-fondateur
- André Marie Constant Duméril (1774-1860), zoologiste
- François César Louandre (1787-1862), historien régional
- Jean François Emmanuel Baillon (1742-1801), bailli de Waben, avocat et naturaliste français
- Louis Antoine François Baillon (1778-1855), zoologiste français
- Casimir Picard (1806-1841), préhistorien
- Jean-François-Martial Dergny (1809-1880), prêtre érudit, artiste peintre
- Charles Joseph Pinsard (1819-1911), architecte et archéologue
- Ernest Prarond (1821-1909), écrivain et historien régional
- Alcius Ledieu (1850-1912), historien régional
- Roger Rodière (1870-1944), historien régional
- Georges Bilhaut (1882-1963), artiste peintre
- Roger Agache (1926-2011), pionnier de l'archéologie aérienne

## Publications
- Comptes-rendus des Séances, 1833-1852
- Extraits des procès-verbaux des séances de la société d'émulation d'Abbeville, 1853-1876 ; Bulletin des procès-verbaux de la société d'émulation d'Abbeville, 1877-1887
- Bulletin de la Société d’émulation d'Abbeville, vol. 1 (1888-1890), 30 tomes parus jusqu'en 2010 ; Bulletin de la Société d'émulation historique et littéraire d'Abbeville ;
- Mémoires in 8°, 28 volumes parus de 1833 à 1972 ; Mémoires in 4°, 10 volumes parus de 1891 à 1963.
- Table générale des publications de la Société d'émulation (1797-1904), suivie de la liste des membres de la Société depuis sa fondation, par Armand Boucher de Crèvecœur, 1905

## Pour approfondir